# دمشقين
قرية دمشقين هي إحدى القرى التابعة لمركز الفيوم في محافظة الفيوم في جمهورية مصر العربية. حسب إحصاءات سنة 2006، بلغ إجمالي السكان في دمشقين 8058 نسمة، منهم 4254 رجل و3804 امرأة.